# Garaeus luteus
Garaeus luteus là một loài bướm đêm trong họ Geometridae.